# Папа (фильм, 2023)
«Папа» (оригинальное название — «Эзра», англ. Ezra) — американский художественный фильм режиссёра Тони Голдуина с Бобби Каннавале, Робертом Де Ниро и Роуз Бирн в главных ролях. Его премьера состоялась в сентябре 2023 года на кинофестивале в Торонто.

## Сюжет
Главный герой фильма Макс разводится с женой Дженной, воспитывает сына 11 лет по имени Эзра с аутистичным расстройством и пытается стать известным стендап-комиком. У Макса появляется шанс пройти отбор и поехать выступать на съемки шоу Джимми Киммела, однако у сына в школе начинаются проблемы. Его исключают из школы и выписывают довольно тяжелые медикаменты для лечения. Отец в отличие от матери не согласен с диагнозом, а поэтому, получив приглашение на съемки шоу, он похищает сына из дома матери и на машине своего отца отправляется в Лос-Анджелес. В дороге героев ждут приключения, знакомства с новыми людьми и встречи со старыми знакомыми.
Дженна вместе с отцом Макса пускается на поиски. Все сюжетные линии сходятся в студии записи шоу Джимми Киммела в Лос-Анджелесе.

## В ролях
- Бобби Каннавале — Макс Брандел
- Уильям Фицжеральд — Эзра
- Роберт де Ниро — Стэн
- Роуз Бирн — Дженна
- Вупи Голдберг — Джейн

## Релиз и оценки
Премьера фильма состоялась в сентябре 2023 года на кинофестивале в Торонто. В широкий прокат картина вышла 31 мая 2024 года.
Кинокритик Нэйт Ричард из издания «Коллайдер» отметил, что Бобби Каннавале сыграл в этом фильме свою лучшую роль. Высоких оценок удостоилась и игра 15-летнего Уильяма Фицжеральда, который, как и его герой, страдает от одной из форм аутизма. Уильям не является профессиональным актером: он только взял пару уроков актёрского мастерства после удачных проб на роль Эзры.